# Austin Sheerline
O  Sheerline   é um modelo de luxo da Austin Motor Company.
|  |